# Теория адаптации Янг Ким
Теория адаптации Я. Ким - это теория кросс-культурной адаптации, предложенная Янг Ким (англ. Young Yun Kim). Адаптация как феномен, основана на коммуникации. Человек начинает адаптироваться только тогда, когда он общается с другими людьми в своей новой среде.  Интеграция зависит от этого взаимодействия с обществом, а степень адаптации индивидуума зависит от количества и характера общения с членами общества. Теория фокусируется на унитарной природе психологических и социальных процессов и взаимной функциональной взаимозависимости личностной среды.

## Адаптация как естественное и универсальное явление
Теория адаптации Я. Ким основывается на человеческом инстинкте борьбы за равновесие при столкновении с неблагоприятными условиями окружающей среды. Этот опыт не ограничивается каким-либо одним регионом, культурной группой или нацией, но представляет собой универсальную концепцию основных социальных тенденций, которые сопровождают борьбу каждого человека, когда он сталкивается с новой и сложной обстановкой.
В своем исследовании Ким представила анекдотические истории и свидетельства иммигрантов и путешественников, таких как отчёты, биографии, письма, дневники, диалоги, комментарии и другие материалы в журналах, газетах, художественных и публицистических книгах, радиопрограммах, и телевизионных программах. Эти индивидуальные отчёты не являются научными данными, а скорее служат жизненно важным источником понимания «жизненного опыта» межкультурной адаптации.

## Процесс межкультурной адаптации
Все люди рождаются в незнакомой среде и воспитываются, чтобы стать частью культуры.  Этот процесс известен как инкультурация и относится к организации, интеграции и поддержанию домашней среды в течение формирующих лет вместе с внутренними изменениями, которые происходят с возрастающим взаимодействием человека в его культурной среде.

## Вступление в новую культуру
Переход в новую культуру может быть шокирующим, и часто возникают внутренние конфликты.  Человек должен научиться адаптироваться и расти в новой среде, поскольку он часто сталкивается с ситуациями, которые бросают вызов их культурным нормам и мировоззрению.  Это процесс, известный как аккультурация, описанный Шибутани и Кваном в 1965 году. Согласно Киму, когда происходит новое обучение, должна происходить декультурация или отмена обучения некоторым из старых культурных элементов, по крайней мере в том смысле, что новые ответы принимаются в  ситуации, которые раньше вызывали старые. Человек вынужден развивать новые привычки, которые могут вступать в конфликт со старыми. Ким утверждает, что окончательная теоретическая направленность адаптивных изменений направлена на ассимиляцию, состояние максимально возможного сближения внутренних и внешних условий незнакомцев с условиями коренного населения. Ассимиляция является непрерывным процессом и обычно не достигается полностью, независимо от количества времени, проведенного в новой культуре.

### Динамика стресс-адаптация-рост
Ким разработала интегративную теорию коммуникации кросс-культурной адаптации, которая рассматривает адаптацию как диалектический процесс динамики «стресс-адаптация-рост», которая постепенно приводит к большей функциональной пригодности и психологическому здоровью по отношению к новой среде. Эта часть теории Ким фокусируется на стрессе, который неизбежно сопровождает кросс-культурный ход, поскольку индивид стремится сохранить аспекты своей старой культуры, одновременно пытаясь интегрироваться в новую. Возникающий внутренний конфликт приводит к состоянию дисбаланса эмоциональных «минимумов» путаницы неопределенности и тревоги. Люди справляются с этим изменением различными способами, включая избегание, отрицание и уход, а также регрессию в существующие привычки с целью устранения дискомфорта в новой среде. Некоторые развивают новые привычки и начинают процесс адаптации, позволяя им лучше адаптироваться к окружающей среде.  Как только это происходит, это сопровождается периодом роста. Поэтому динамика роста стрессовой адаптации - это не линейный процесс, а стремление вперед и назад, которое повлечет за собой периоды регрессии и последующего развития.

## Личное общение: компетентность в общении
Общение является необходимым условием для успешной адаптации людей в новой среде.  Это зависит от декодирования или способности незнакомых людей получать и обрабатывать информацию, а также от кодирования или от разработки и исполнения ментальных планов при инициировании или реагировании на сообщения.  Есть три общепризнанные категории:
Когнитивный: включает в себя такие внутренние возможности, как знание культуры и языка новой страны, истории, институтов, мировоззрений, убеждений, норм и правил межличностного поведения.
Эффект: аффективная компетентность облегчает межкультурную адаптацию, предоставляя мотивационный потенциал для решения различных проблем жизни в новой среде, открытости для нового обучения и готовности участвовать в эмоциональных и физических аспектах новой среды. [3]
Оперативность: оперативная компетентность связана с другими аспектами коммуникационной компетенции принимающей стороны и способствует внешнему выражению незнакомцами своего познавательного и аффективного опыта.

### Принимающая социальная коммуникация
Участие в межличностных и массовых коммуникациях принимающего общества имеет решающее значение. Межличностное общение с местным населением помогает незнакомцам получить жизненно важную информацию и понимание менталитета и поведения местного населения, тем самым предоставляя незнакомцам ориентир для их собственного поведения, в то время как массовое общение с местными опирается на интеграцию личности с обществом.
Общество через средства массовой информации, радио, телевидение и т. д ... и служит важным источником культурного и языкового обучения, не опираясь в значительной степени на индивидуальное участие и воздействие.

### Этническая социальная коммуникация
На начальном этапе интеграции этнические общины служат для того, чтобы незнакомцы могли получить некоторые из удобств их предыдущей культуры, и служат для облегчения адаптации. После начальной фазы этническая социальная коммуникация позволяет людям поддерживать связь с их оригинальной культурой.

## История
Теория кросс-культурной адаптации ранней Я. Ким утверждает, что человеческая трансформация идет только по одному пути - ассимилятивному.  Ким утверждает, что все люди испытывают соответствие, когда они перемещаются в новую и незнакомую в культурном отношении среду, и что они делают это, «отучиваясь» от того, кем они были изначально. Понятие «межкультурная адаптация» относится к процессу, посредством которого индивид достигает повышенного уровня психологической и функциональной подготовленности по отношению к местной среде. Теория Ким постулирует процесс с нулевой суммой, при котором ассимиляция или «адаптация» происходит только в той степени, в которой новичок теряет характеристики своей первоначальной культурной идентичности, такие как язык, обычаи, убеждения и ценности.
Исследование Ким о межкультурной адаптации начало формироваться  в 1970-х годах в рамках опроса корейских иммигрантов в Чикаго, штат Иллинойс.  Наконец, оно расширилось для изучения других групп иммигрантов и беженцев в Соединенных Штатах, включая американских индейцев, американцев японского и мексиканского происхождения, а также беженцев из Юго-Восточной Азии. Помимо изучения групп иммигрантов, Янг Ким исследовала группы студентов, обучающихся за границей в Соединенных Штатах, а также иностранных студентов в Японии, корейских экспатриантов в США и американских экспатриантов в Южной Корее. Первый набросок теории Я. Ким обозначен  в статье под названием «На пути к интерактивной теории общения - аккультурации», ведущей к полному воспроизведению теории в области коммуникации и межкультурной адаптации: интегративной теории.
Ким утверждает, что в литературе по межкультурной адаптации есть пять ключевых «недостающих звеньев», которые  теория адаптации пытается охватить:
1. Недостаток внимания к факторам макроуровня, таким как культурные и институциональные особенности среды пребывания
2. Необходимость интеграции традиционно отдельных областей исследования долгосрочной и краткосрочной адаптации
3. Межкультурная адаптация должна рассматриваться в контексте нового обучения и психологического роста, чтобы обеспечить более сбалансированную и полную интерпретацию опыта людей в незнакомой среде
4. Необходимо приложить усилия для сортировки и консолидации факторов, составляющих или объясняющих процесс межкультурной адаптации людей.
5. Различные идеологические предпосылки ассимиляционизма и плюрализма должны быть признаны и включены в прагматическую концепцию межкультурной адаптации как условия среды пребывания, а также индивидуального приспособления к этой среде.

## Критика и обсуждение
Теория Ким, однако, противоречива, поскольку, с одной стороны, Ким утверждает, что новичок «развивается», становясь точно таким же, как местное  большинство, усваивая способы мышления, чувствования и поведения большинства, в то же время отучаясь от своих собственных.  Но с другой стороны Ким утверждает, что из этой трансформации возникает межкультурная идентичность, которая каким-то образом существует за пределами всех непредвиденных обстоятельств культуры и самого языка.  Ким утверждает, что люди, которые вводят новую культуру в течение различного периода времени, включая рабочих-мигрантов, дипломатов и экспатриантов, одинаковы.

## Явление в культуре
Фильмов, рассказывающих о миграции, множество. Хорошо известны советские фильмы «Бег» и «Москва слезам не верит», ставшие американской классикой «Крестный отец» и «Банды Нью-Йорка». Все они рассказывают об изменениях в судьбе человека, который приехал в другой город или страну, сталкивался с новым образом жизни, новыми людьми, переживал трудности адаптации и старался их преодолеть. Массовая постколониальная миграция в Европе спровоцировала появление не только новых сюжетов в фильмах, но и новых режиссеров, актеров, сценаристов ― выходцев из мигрантской среды. Тема миграции и социальных проблем, с которыми сталкиваются не только выходцы из мигрантской среды, но и принимающее общество, стали популярными в художественном и документальном кино в последние десятилетия.

## См.  также
- Аккультурация
- Инкультурация
- Межкультурная коммуникация